# 5012 Eurymedon
5012 Eurymedon (9507 P-L) là một Trojan của Sao Mộc được phát hiện ngày 17 tháng 10 năm 1960 bởi Cornelis Johannes van Houten, Ingrid van Houten-Groeneveld và Tom Gehrels ở Đài thiên văn Palomar.